# FoxPro
FoxPro (Фокс-про́) — один из диалектов языка программирования xBase, применяемый в одноименном программном пакете. Как язык программирования, в основном, применяется для разработки файл-серверных реляционных СУБД, хотя существует за счет гибких и богатых средств языка возможность разработки и других классов программ.
В настоящее время используется в среде разработки Microsoft Visual FoxPro.

## История
В сентябре 1988 года Ashton-Tate подала в суд иск о нарушении её авторских прав на язык dBase в продуктах Fox Software.
11 декабря 1990 г. судья Хэттер издал приказ о признании недействительными авторских прав Ashton-Tate на ее собственные продукты dBase. Это решение было основано на правовой доктрине, известной как «нечистые руки». Судья Хэттер объяснил, что руководству Ashton-Tate было известно, что разработка программы dBase была основана на более ранней СУБД JPLDIS, и этот факт был скрыт от Бюро регистрации авторских прав.
В 1992 году Microsoft приобрела за 173 млн долларов компанию Fox Software, после трёхлетних переговоров.

## Временная шкала версий
| Версия   | Значение, возвращаемое функцией VERSION() | Размер исполняемого файла | Дата исполняемого файла |
| -------- | ----------------------------------------- | ------------------------- | ----------------------- |
| FPW 2.6a | FoxPro 2.6a for Windows                   | 2,444 kb                  | 28-SEP-1994             |
| FPM 2.6a | FoxPro 2.6a for Macintosh                 | ? kb                      | August 1994             |
| FPD 2.6a | FoxPro 2.6a for DOS                       | 1,788 kb                  | August 1994             |
| FPW 2.6  | FoxPro 2.6 for Windows                    | 2.38 Mb                   | 9 March 1994            |
| FPM 2.6  | FoxPro 2.6 for Macintosh                  | ? kb                      | 1993                    |
| FPD 2.6  | FoxPro 2.6 for DOS                        | 402 kb                    | March 1994              |
| FPU 2.6  | FoxPro 2.6 for UNIX                       | 2.3 Mb                    | 1993                    |
| FPW 2.5  | FoxPro 2.5 for Windows                    | 1.63 Mb                   | Jan. 1993               |
| FPD 2.0  | FoxPro 2.0 for DOS                        | 465.86 kb                 | 1991                    |
| FPD 1.0  | FoxPro 1.0 for DOS                        | ? kb                      | 1989                    |